# Municipio de Karnobat
El municipio de Karnobat (búlgaro: Община Карнобат) es un municipio búlgaro perteneciente a la provincia de Burgas.
En 2013 tiene 24 516 habitantes.
En la capital municipal Karnobat viven tres cuartas partes de la población municipal. El resto de la población se reparte entre las siguientes localidades: Asparuhovo, Detelina, Venets, Glumche, Devetak, Devetintsi, Dobrinovo, Dragantsi, Dragovo, Ekzarh Antimovo, Zheleznik, Zhitosvyat, Zimen, Iskra, Klikach, Kozare, Krumovo Gradishte, Krushovo, Madrino, Nevestino, Ognen, Raklitsa, San-Stefano, Sigmen, Sokolovo, Sarnevo, Smolnik, Hadzhiite, Tserkovski y Cherkovo.
Se ubica en la parte más occidental de la provincia, sobre la carretera 6 que une Burgas con Sofía.